# Nahawa Doumbia
Nahawa Doumbia (Mafélé, ca. 1961) is een Malinese zangeres en een van de populairste zangers van Mali sinds de jaren 1980. Doumbia speelde een belangrijke rol in de ontwikkeling van de Wassoulou-muziek, de populaire muziek uit Zuid Mali, die een grote invloed had op de Malinese muziekcultuur.

## Biografie
Nahama Doumbia komt (net als sommige andere beroemde Malinese zangeressen zoals Oumou Sangaré) uit de Wassoulou regio, die bekend is vanwege de wassoulou-muziek.
In Mali bepaalde traditioneel je familie (of kaste) welk beroep je mocht uitoefenen. Nahawa Doumbia kwam uit een familie van smeden en leek daarom geen zangeres te kunnen worden, maar uiteindelijk zou het haar toch lukken. Zij zong regelmatig met vrienden en dit werd opgemerkt. Ambtenaren van het Ministerie voor Cultuur overtuigden haar om mee te doen met een door de regering georganiseerde talentenjacht. Zij won de talentenjacht en dit bood haar de kans om verder te gaan met zingen.

## Loopbaan
Op 22-jarige leeftijd nam Nahawa Doumbia haar debuutalbum op met haar latere echtgenoot op gitaar. Haar eerste albums (uitgebracht op cassette) waren nog relatief traditioneel. Haar volgende albums, die ze opnam in Parijs, waren moderner door een mix van traditionele Malinese muziek met westerse elektronica. Muzikanten uit de band van Salif Keïta speelden mee op twee van deze albums.
In de 21e eeuw kwam Doumbia's muziek verschillende keren opnieuw in de belangstelling:
- In 2000 gebruikte de Franse producer Frédéric Galliano songs van Nahawa Doumbia voor zijn remix-album Frikyiwa Collection 1.[6]
- Sinds 2011 bracht het Amerikaanse platenlabel Awesome Tapes from Africa oude cassettes van Nahawa Doumbia opnieuw uit op vinyl.
- De Franse producer St Germain gebruikte in 2015 vocalen van Nahawa Doumbia voor zijn song 'Sittin' Here' op het album St Germain.[7]
- In 2021 bracht Awesome Tapes een nieuw album van haar uit, Kanawa ('Don't Go'). Dit album nam ze op in de studio van Salif Keïta in Bamako, Mali.[8]

Nahawa Doumbia trad verschillende keren in Nederland op, onder andere op Le Guess Who?, op het Amsterdam Roots Festival en in de Melkweg.

## Teksten
Doumbia zingt veel over maatschappelijke onderwerpen. Op het album Kanawi zingt ze over problemen in Mali, zoals terreuraanvallen door de Westafrikaanse tak van IS, stakingen en mensensmokkel. Ook zingt zij over problemen van Afrikaanse vrouwen en spreekt ze zich uit tegen polygamie en vrouwenbesnijdenis.
Auteur en journaliste Lucy O'Brien noemde Doumbia "one of the women who created a music that gave voice to female expression" in haar boek over de geschiedenis van vrouwen in populaire muziek.

## Erkenning en waardering
Nahawa Doumbia werd positief besproken in onder andere Trouw, Songlines en All Music Guide.
Journalist Stan Rijven schreef in Trouw: "Het is zeldzaam zo'n krachtige stem als die van de Malinese zangeres Nahawa Doumbia te kunnen horen. Het naturel en de nuance waarmee ze haar talent etaleerde, variërend van ritselend gebladerte tot zwiepende orkaankracht, deden alle Mariah Carey's en Mathilde Santings van deze wereld verbleken."
Haar album Yaala uit 2000 wordt door verschillende critici als haar beste album gezien.

## Discografie
- La grande cantatrice malienne (1982)
- La grande cantatrice malienne Vol 2 (1982), AS Records
- La grande cantatrice malienne Vol 3 (1982), AS Records
- Didadi (1987), Syllart Records
- Nyama Toutou (1987), Stern's Africa
- Mangoni (1992), Stern's Music
- Yankaw (1997), Cobalt
- Yaala (1999), Mali K7 SA
- Bougouni (1999), Sonodisc, Syllart Production
- Diby (2004), Cobalt
- Kabako (2014), Camara Production
- Kulu (2016), Frikyiwa
- Kanawa (2021), Awesome Tapes from Africa